# Mailly-la-Ville
Mailly-la-Ville település Franciaországban, Yonne megyében. Lakosainak száma 494 fő (2022. január 1.). Mailly-la-Ville Sery, Bois-d’Arcy (Yonne), Brosses, Arcy-sur-Cure, Bessy-sur-Cure, Mailly-le-Château, Merry-sur-Yonne és Trucy-sur-Yonne községekkel határos.

## Népesség
A település népességének változása:
| Lakosok száma | 519  | 514  | 525  | 511  | 502  | 497  | 492  | 492  | 494  |
|               | 2013 | 2015 | 2016 | 2017 | 2018 | 2019 | 2020 | 2021 | 2022 |